# اچ‌ام‌اس ویراگو (آر۷۵)
اچ‌ام‌اس ویراگو (آر۷۵) (به انگلیسی: HMS Virago (R75)) یک کشتی بود. این کشتی در سال ۱۹۴۳ ساخته شد.